# Pecalungan (plaats)
Pecalungan is een bestuurslaag in het regentschap Batang van de provincie Midden-Java, Indonesië. Pecalungan telt 2212 inwoners (volkstelling 2010).